# Henri Le Secq

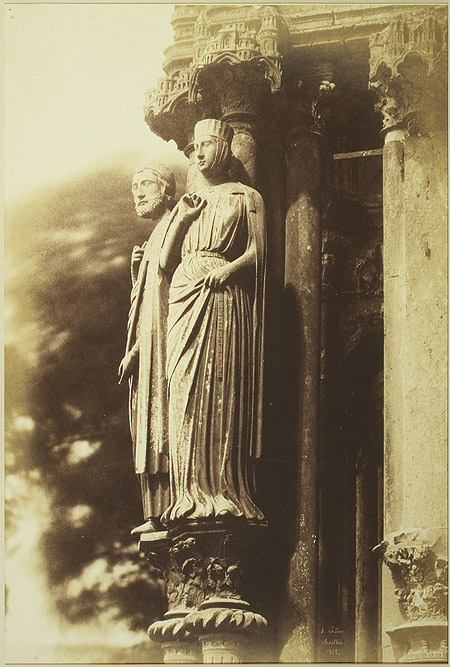
Le Secq, Figura na katedrze w Chartres, 1852

Henri Le Secq, właśc. Jean-Louis Henri Le Secq des Tournelles (ur. 18 sierpnia 1818 w Paryżu, zm. 26 grudnia 1882 tamże) – francuski fotograf i malarz, członek Mission Héliographique.
Od 1835 Le Secq uczył się u rzeźbiarza Jamesa Pradiera, a następnie (od 1840) u malarza Paula Delaroche’a. W 1842 wystawił swój pierwszy obraz na Salonie. W pracowni Delaroche’a Le Secq poznał Charles’a Nègre’a, wraz z którym pod okiem Gustave’a Le Graya zaczął zgłębiać w 1848 tajniki fotografii. W 1851 wraz z m.in. Le Grayem i Nègre’em założył pierwsze stowarzyszenie fotograficzne – Société héliographique.
Początkowo Le Secq wykorzystywał fotografię jako pomoc przy tworzeniu obrazów (wykonywał zdjęcia zamiast szkiców), jednak z czasem jego twórczość zdominowała fotografia architektury. Na swoich zdjęciach utrwalał zabytkowe budynki i kościoły (np. katedrę Notre-Dame), a także budowle przeznaczone do rozbiórki, np. stajnie królewskie na Place du Carrousel w Paryżu (1852) oraz te części Paryża, które zniknęły po wielkiej przebudowie miasta, kierowanej przez Georges’a Haussmanna. Jego pozycja jako fotografa specjalizującego się w zdjęciach architektury stała się na tyle ugruntowana, że w 1851 został zatrudniony przez rządową komisję ds. zabytków (Commission des Monuments Historiques) jako członek tzw. Mission Héliographique – grupy fotografów, których zadaniem było sfotografowanie najważniejszych zabytków Francji. Działalność Le Secqa obejmowała tereny Alzacji, Lotaryngii i Szampanii.
Le Secq uprawiał także fotografię krajobrazową, w której, dzięki wykorzystaniu techniki kalotypii, uzyskiwał bogate efekty światłocieniowe. Jego widoki okolic Montmirail utrzymane były w estetyce zbliżonej do obrazów malarzy z kręgu szkoły z Barbizon, takich jak Jean Baptiste Camille Corot czy Théodore Rousseau.
Posługiwał się negatywowo-pozytywową techniką kalotypii, w której odbitki otrzymywano na papierze. Od 1850 używał ulepszoną wersją tego procesu, w której wykorzystywano papier woskowany. Pozostał wierny papierowym negatywom nawet wówczas, gdy inni fotografowie porzucili ją na rzecz negatywów szklanych.
Począwszy od 1851, jego zdjęcia były pokazywane na wystawach, w tym na wystawach światowych – w 1851 i 1855. W połowie lat 50. Le Secq porzucił fotografię i wrócił do malarstwa, regularnie wystawiając na Salonie. Zajął się również kolekcjonowaniem grafik. Po śmierci żony i jedynej córki w 1862, sprzedał część swoich zbiorów malarskich i zaczął kolekcjonowanie przedmiotów z żelaza i wyrobów kowalskich, takich jak zamki, klucze itp. W 1863 wydał pamflet poświęcony reformom Salonu, zatytułowany Les Artistes, les Expositions, le Jury, a rok później kolejny – Aux artistes et aux amateurs des Beaux-Arts.
Swoją kolekcję dzieł i wyrobów z metalu pozostawił synom. Obecnie znajduje się ona w Musée Le Secq des Tournelles w Rouen.